# Lianga
Lianga est une localité de la province du Surigao du Sud, aux Philippines. En 2015, elle compte 29 493 habitants.